# Fernando Mimbacas
Fernando Mimbacas Imaz (Montevideo, 26 de marzo de 2002), más conocido deportivamente como Mimbacas, es un futbolista uruguayo que juega como delantero en el Deportivo Cali de la Categoría Primera A de Colombia.

## Trayectoria
Nacido en Montevideo, Mimbacas es un jugador formado en el Montevideo Wanderers, Progreso y Rampla Juniors. 
El 19 de mayo de 2022, tras finalizar su formación, fichó por el Institución Atlética Potencia, con el que lograría el ascenso a la Segunda División de Uruguay.
En agosto de 2023, Mimbacas firmó por el Club Atlético Juventud (Las Piedras) de Segunda División de Uruguay. Marcó 15 goles para el club durante la temporada de 2024, cuando lograron el ascenso a la Primera División de Uruguay, pero se perdió la final del play-off debido a una lesión en el tobillo.
El 6 de enero de 2025, firma como jugador del Burgos C. F. de la Segunda División de España, con un contrato de tres años y medio.
El 25 de julio de 2025, firma como jugador del Deportivo Cali de la Categoria Primera A de Colombia

## Clubes
| Club                                 | País     | Años          |
| ------------------------------------ | -------- | ------------- |
| Institución Atlética Potencia        | Uruguay  | 2022-2023     |
| Club Atlético Juventud (Las Piedras) | Uruguay  | 2023-2024     |
| Burgos CF                            | España   | 2025          |
| Deportivo Cali                       | Colombia | 2025-presente |